# فوتومیدیور

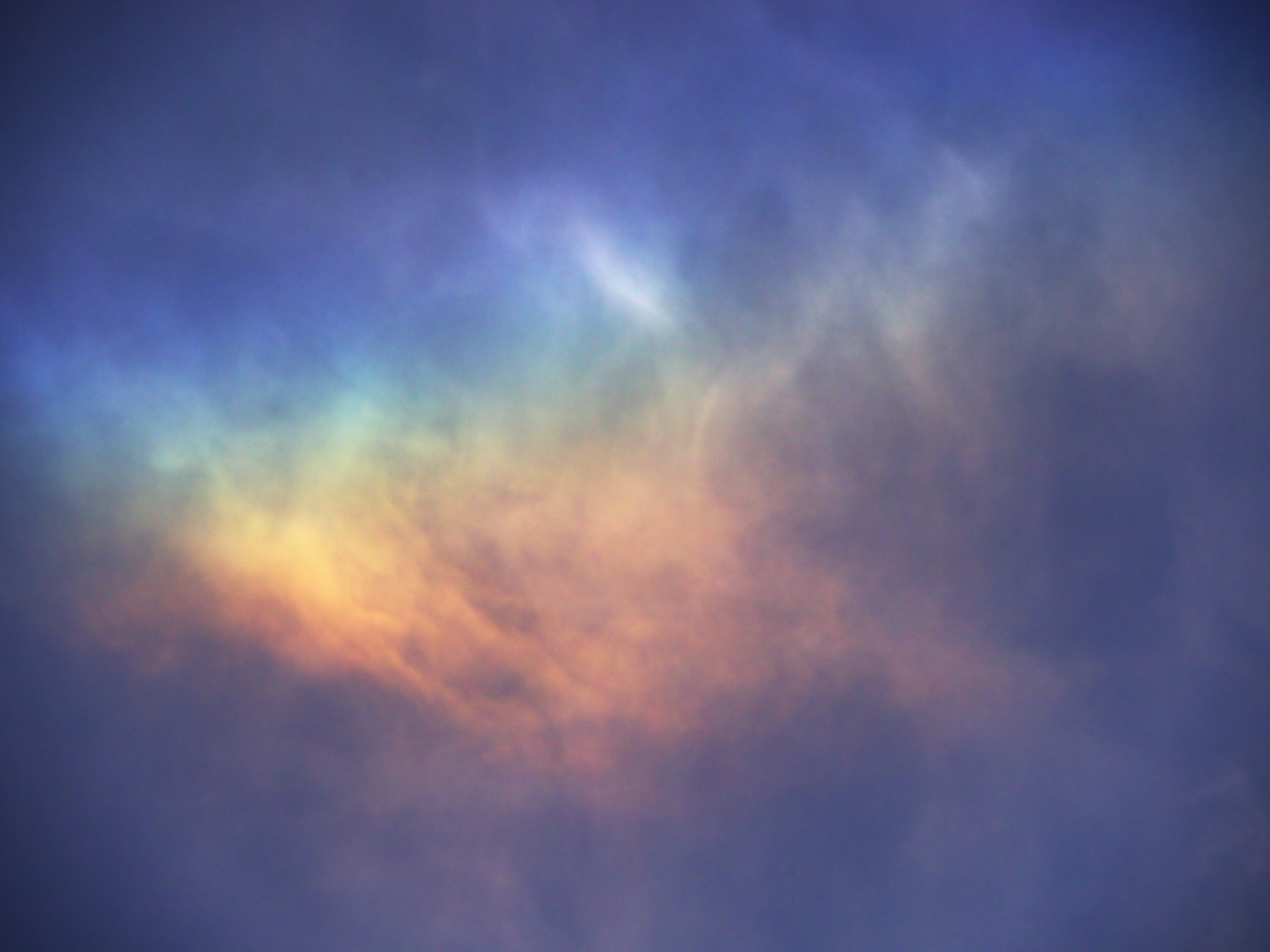
رنگین‌کمان سرسو در یک ابر یخی

فوتومیدیور (انگلیسی:Photometeor)، یا هواشید در اپتیک اتمسفر، یک جسم درخشان یا سایر پدیده‌های نوری است که در هواسپهر زمین زمانی ظاهر می‌شود که نور خورشید یا نور ماه در شرایط خاصی بازتاب، شکست، پراش یا تداخل ایجاد کند. رایج‌ترین نمونه‌ها عبارتند از هاله، رنگین‌کمان، رنگین‌کمان سفید، ابرهای رنگین‌تاب، شکوه، حلقه اسقف، تاج‌ها (Corona)، آفتاب گرگ‌ومیش، خورشید کاذب، ستون‌های نور، سراب، سوسو زدن و درخش سبز.
فوتومیدیورها در رصد معمول آب و هوا (Weather observation) گزارش نشده‌اند.